# Ратсхаузен
Ратсхаузен (њем. Ratshausen) општина је у њемачкој савезној држави Баден-Виртемберг. Једно је од 25 општинских средишта округа Цолерналб. Према процјени из 2010. у општини је живјело 783 становника. Посједује регионалну шифру (AGS) 8417052.

## Географски и демографски подаци
Ратсхаузен се налази у савезној држави Баден-Виртемберг у округу Цолерналб. Општина се налази на надморској висини од 675 метара. Површина општине износи 5,8 km². У самом мјесту је, према процјени из 2010. године, живјело 783 становника. Просјечна густина становништва износи 136 становника/km².